# Преимущество двух слонов
Преиму́щество двух слоно́в, также малое качество — в шахматах позиционное преимущество наличия у одной из сторон двух слонов, а у другой — слона и коня или двух коней.
При этом действия слонов должны быть скоординированы, что возможно лишь в открытых позициях, когда главные диагонали свободны от пешек. В позициях закрытого типа два слона могут оказаться слабее двух коней или коня и слона.
Преимущество двух слонов достигается в миттельшпиле или в эндшпиле и особенно явно проявляется при игре на двух флангах.
Мат двумя слонами одинокому королю соперника достигается из любой позиции не более чем за 18 ходов. Для сравнения, мат слоном и конём требует до 33 ходов, а мат двумя конями возможен лишь при очевидной ошибке слабейшей стороны.
На силу двух слонов, расположенных на соседних диагоналях, обратил внимание ещё Бернхард Горвиц. Впоследствии такие слоны начали называть «слонами Горвица». Позднее, рассматривая силу взаимодействия двух слонов с более широкой точки зрения, Вильгельм Стейниц определил её как «преимущество двух слонов».

## Пример
|   | a | b | c | d | e | f | g | h |   |
| - | --- | --- | --- | --- | --- | --- | --- | --- | - |
| 8 | a8 чёрная ладья · f8 чёрная ладья · g8 чёрный король · a7 чёрная пешка · b7 чёрная пешка · f7 чёрная пешка · h7 чёрная пешка · e6 чёрный слон · b5 белая ладья · e5 чёрный слон · g5 чёрная пешка · a3 белая пешка · c3 чёрный ферзь · d3 белый слон · e3 белая пешка · d2 белый конь · f2 белая пешка · g2 белая пешка · h2 белая пешка · b1 белый ферзь · e1 белый король · h1 белая ладья | a8 чёрная ладья · f8 чёрная ладья · g8 чёрный король · a7 чёрная пешка · b7 чёрная пешка · f7 чёрная пешка · h7 чёрная пешка · e6 чёрный слон · b5 белая ладья · e5 чёрный слон · g5 чёрная пешка · a3 белая пешка · c3 чёрный ферзь · d3 белый слон · e3 белая пешка · d2 белый конь · f2 белая пешка · g2 белая пешка · h2 белая пешка · b1 белый ферзь · e1 белый король · h1 белая ладья | a8 чёрная ладья · f8 чёрная ладья · g8 чёрный король · a7 чёрная пешка · b7 чёрная пешка · f7 чёрная пешка · h7 чёрная пешка · e6 чёрный слон · b5 белая ладья · e5 чёрный слон · g5 чёрная пешка · a3 белая пешка · c3 чёрный ферзь · d3 белый слон · e3 белая пешка · d2 белый конь · f2 белая пешка · g2 белая пешка · h2 белая пешка · b1 белый ферзь · e1 белый король · h1 белая ладья | a8 чёрная ладья · f8 чёрная ладья · g8 чёрный король · a7 чёрная пешка · b7 чёрная пешка · f7 чёрная пешка · h7 чёрная пешка · e6 чёрный слон · b5 белая ладья · e5 чёрный слон · g5 чёрная пешка · a3 белая пешка · c3 чёрный ферзь · d3 белый слон · e3 белая пешка · d2 белый конь · f2 белая пешка · g2 белая пешка · h2 белая пешка · b1 белый ферзь · e1 белый король · h1 белая ладья | a8 чёрная ладья · f8 чёрная ладья · g8 чёрный король · a7 чёрная пешка · b7 чёрная пешка · f7 чёрная пешка · h7 чёрная пешка · e6 чёрный слон · b5 белая ладья · e5 чёрный слон · g5 чёрная пешка · a3 белая пешка · c3 чёрный ферзь · d3 белый слон · e3 белая пешка · d2 белый конь · f2 белая пешка · g2 белая пешка · h2 белая пешка · b1 белый ферзь · e1 белый король · h1 белая ладья | a8 чёрная ладья · f8 чёрная ладья · g8 чёрный король · a7 чёрная пешка · b7 чёрная пешка · f7 чёрная пешка · h7 чёрная пешка · e6 чёрный слон · b5 белая ладья · e5 чёрный слон · g5 чёрная пешка · a3 белая пешка · c3 чёрный ферзь · d3 белый слон · e3 белая пешка · d2 белый конь · f2 белая пешка · g2 белая пешка · h2 белая пешка · b1 белый ферзь · e1 белый король · h1 белая ладья | a8 чёрная ладья · f8 чёрная ладья · g8 чёрный король · a7 чёрная пешка · b7 чёрная пешка · f7 чёрная пешка · h7 чёрная пешка · e6 чёрный слон · b5 белая ладья · e5 чёрный слон · g5 чёрная пешка · a3 белая пешка · c3 чёрный ферзь · d3 белый слон · e3 белая пешка · d2 белый конь · f2 белая пешка · g2 белая пешка · h2 белая пешка · b1 белый ферзь · e1 белый король · h1 белая ладья | a8 чёрная ладья · f8 чёрная ладья · g8 чёрный король · a7 чёрная пешка · b7 чёрная пешка · f7 чёрная пешка · h7 чёрная пешка · e6 чёрный слон · b5 белая ладья · e5 чёрный слон · g5 чёрная пешка · a3 белая пешка · c3 чёрный ферзь · d3 белый слон · e3 белая пешка · d2 белый конь · f2 белая пешка · g2 белая пешка · h2 белая пешка · b1 белый ферзь · e1 белый король · h1 белая ладья | 8 |
| 7 | a8 чёрная ладья · f8 чёрная ладья · g8 чёрный король · a7 чёрная пешка · b7 чёрная пешка · f7 чёрная пешка · h7 чёрная пешка · e6 чёрный слон · b5 белая ладья · e5 чёрный слон · g5 чёрная пешка · a3 белая пешка · c3 чёрный ферзь · d3 белый слон · e3 белая пешка · d2 белый конь · f2 белая пешка · g2 белая пешка · h2 белая пешка · b1 белый ферзь · e1 белый король · h1 белая ладья | a8 чёрная ладья · f8 чёрная ладья · g8 чёрный король · a7 чёрная пешка · b7 чёрная пешка · f7 чёрная пешка · h7 чёрная пешка · e6 чёрный слон · b5 белая ладья · e5 чёрный слон · g5 чёрная пешка · a3 белая пешка · c3 чёрный ферзь · d3 белый слон · e3 белая пешка · d2 белый конь · f2 белая пешка · g2 белая пешка · h2 белая пешка · b1 белый ферзь · e1 белый король · h1 белая ладья | a8 чёрная ладья · f8 чёрная ладья · g8 чёрный король · a7 чёрная пешка · b7 чёрная пешка · f7 чёрная пешка · h7 чёрная пешка · e6 чёрный слон · b5 белая ладья · e5 чёрный слон · g5 чёрная пешка · a3 белая пешка · c3 чёрный ферзь · d3 белый слон · e3 белая пешка · d2 белый конь · f2 белая пешка · g2 белая пешка · h2 белая пешка · b1 белый ферзь · e1 белый король · h1 белая ладья | a8 чёрная ладья · f8 чёрная ладья · g8 чёрный король · a7 чёрная пешка · b7 чёрная пешка · f7 чёрная пешка · h7 чёрная пешка · e6 чёрный слон · b5 белая ладья · e5 чёрный слон · g5 чёрная пешка · a3 белая пешка · c3 чёрный ферзь · d3 белый слон · e3 белая пешка · d2 белый конь · f2 белая пешка · g2 белая пешка · h2 белая пешка · b1 белый ферзь · e1 белый король · h1 белая ладья | a8 чёрная ладья · f8 чёрная ладья · g8 чёрный король · a7 чёрная пешка · b7 чёрная пешка · f7 чёрная пешка · h7 чёрная пешка · e6 чёрный слон · b5 белая ладья · e5 чёрный слон · g5 чёрная пешка · a3 белая пешка · c3 чёрный ферзь · d3 белый слон · e3 белая пешка · d2 белый конь · f2 белая пешка · g2 белая пешка · h2 белая пешка · b1 белый ферзь · e1 белый король · h1 белая ладья | a8 чёрная ладья · f8 чёрная ладья · g8 чёрный король · a7 чёрная пешка · b7 чёрная пешка · f7 чёрная пешка · h7 чёрная пешка · e6 чёрный слон · b5 белая ладья · e5 чёрный слон · g5 чёрная пешка · a3 белая пешка · c3 чёрный ферзь · d3 белый слон · e3 белая пешка · d2 белый конь · f2 белая пешка · g2 белая пешка · h2 белая пешка · b1 белый ферзь · e1 белый король · h1 белая ладья | a8 чёрная ладья · f8 чёрная ладья · g8 чёрный король · a7 чёрная пешка · b7 чёрная пешка · f7 чёрная пешка · h7 чёрная пешка · e6 чёрный слон · b5 белая ладья · e5 чёрный слон · g5 чёрная пешка · a3 белая пешка · c3 чёрный ферзь · d3 белый слон · e3 белая пешка · d2 белый конь · f2 белая пешка · g2 белая пешка · h2 белая пешка · b1 белый ферзь · e1 белый король · h1 белая ладья | a8 чёрная ладья · f8 чёрная ладья · g8 чёрный король · a7 чёрная пешка · b7 чёрная пешка · f7 чёрная пешка · h7 чёрная пешка · e6 чёрный слон · b5 белая ладья · e5 чёрный слон · g5 чёрная пешка · a3 белая пешка · c3 чёрный ферзь · d3 белый слон · e3 белая пешка · d2 белый конь · f2 белая пешка · g2 белая пешка · h2 белая пешка · b1 белый ферзь · e1 белый король · h1 белая ладья | 7 |
| 6 | a8 чёрная ладья · f8 чёрная ладья · g8 чёрный король · a7 чёрная пешка · b7 чёрная пешка · f7 чёрная пешка · h7 чёрная пешка · e6 чёрный слон · b5 белая ладья · e5 чёрный слон · g5 чёрная пешка · a3 белая пешка · c3 чёрный ферзь · d3 белый слон · e3 белая пешка · d2 белый конь · f2 белая пешка · g2 белая пешка · h2 белая пешка · b1 белый ферзь · e1 белый король · h1 белая ладья | a8 чёрная ладья · f8 чёрная ладья · g8 чёрный король · a7 чёрная пешка · b7 чёрная пешка · f7 чёрная пешка · h7 чёрная пешка · e6 чёрный слон · b5 белая ладья · e5 чёрный слон · g5 чёрная пешка · a3 белая пешка · c3 чёрный ферзь · d3 белый слон · e3 белая пешка · d2 белый конь · f2 белая пешка · g2 белая пешка · h2 белая пешка · b1 белый ферзь · e1 белый король · h1 белая ладья | a8 чёрная ладья · f8 чёрная ладья · g8 чёрный король · a7 чёрная пешка · b7 чёрная пешка · f7 чёрная пешка · h7 чёрная пешка · e6 чёрный слон · b5 белая ладья · e5 чёрный слон · g5 чёрная пешка · a3 белая пешка · c3 чёрный ферзь · d3 белый слон · e3 белая пешка · d2 белый конь · f2 белая пешка · g2 белая пешка · h2 белая пешка · b1 белый ферзь · e1 белый король · h1 белая ладья | a8 чёрная ладья · f8 чёрная ладья · g8 чёрный король · a7 чёрная пешка · b7 чёрная пешка · f7 чёрная пешка · h7 чёрная пешка · e6 чёрный слон · b5 белая ладья · e5 чёрный слон · g5 чёрная пешка · a3 белая пешка · c3 чёрный ферзь · d3 белый слон · e3 белая пешка · d2 белый конь · f2 белая пешка · g2 белая пешка · h2 белая пешка · b1 белый ферзь · e1 белый король · h1 белая ладья | a8 чёрная ладья · f8 чёрная ладья · g8 чёрный король · a7 чёрная пешка · b7 чёрная пешка · f7 чёрная пешка · h7 чёрная пешка · e6 чёрный слон · b5 белая ладья · e5 чёрный слон · g5 чёрная пешка · a3 белая пешка · c3 чёрный ферзь · d3 белый слон · e3 белая пешка · d2 белый конь · f2 белая пешка · g2 белая пешка · h2 белая пешка · b1 белый ферзь · e1 белый король · h1 белая ладья | a8 чёрная ладья · f8 чёрная ладья · g8 чёрный король · a7 чёрная пешка · b7 чёрная пешка · f7 чёрная пешка · h7 чёрная пешка · e6 чёрный слон · b5 белая ладья · e5 чёрный слон · g5 чёрная пешка · a3 белая пешка · c3 чёрный ферзь · d3 белый слон · e3 белая пешка · d2 белый конь · f2 белая пешка · g2 белая пешка · h2 белая пешка · b1 белый ферзь · e1 белый король · h1 белая ладья | a8 чёрная ладья · f8 чёрная ладья · g8 чёрный король · a7 чёрная пешка · b7 чёрная пешка · f7 чёрная пешка · h7 чёрная пешка · e6 чёрный слон · b5 белая ладья · e5 чёрный слон · g5 чёрная пешка · a3 белая пешка · c3 чёрный ферзь · d3 белый слон · e3 белая пешка · d2 белый конь · f2 белая пешка · g2 белая пешка · h2 белая пешка · b1 белый ферзь · e1 белый король · h1 белая ладья | a8 чёрная ладья · f8 чёрная ладья · g8 чёрный король · a7 чёрная пешка · b7 чёрная пешка · f7 чёрная пешка · h7 чёрная пешка · e6 чёрный слон · b5 белая ладья · e5 чёрный слон · g5 чёрная пешка · a3 белая пешка · c3 чёрный ферзь · d3 белый слон · e3 белая пешка · d2 белый конь · f2 белая пешка · g2 белая пешка · h2 белая пешка · b1 белый ферзь · e1 белый король · h1 белая ладья | 6 |
| 5 | a8 чёрная ладья · f8 чёрная ладья · g8 чёрный король · a7 чёрная пешка · b7 чёрная пешка · f7 чёрная пешка · h7 чёрная пешка · e6 чёрный слон · b5 белая ладья · e5 чёрный слон · g5 чёрная пешка · a3 белая пешка · c3 чёрный ферзь · d3 белый слон · e3 белая пешка · d2 белый конь · f2 белая пешка · g2 белая пешка · h2 белая пешка · b1 белый ферзь · e1 белый король · h1 белая ладья | a8 чёрная ладья · f8 чёрная ладья · g8 чёрный король · a7 чёрная пешка · b7 чёрная пешка · f7 чёрная пешка · h7 чёрная пешка · e6 чёрный слон · b5 белая ладья · e5 чёрный слон · g5 чёрная пешка · a3 белая пешка · c3 чёрный ферзь · d3 белый слон · e3 белая пешка · d2 белый конь · f2 белая пешка · g2 белая пешка · h2 белая пешка · b1 белый ферзь · e1 белый король · h1 белая ладья | a8 чёрная ладья · f8 чёрная ладья · g8 чёрный король · a7 чёрная пешка · b7 чёрная пешка · f7 чёрная пешка · h7 чёрная пешка · e6 чёрный слон · b5 белая ладья · e5 чёрный слон · g5 чёрная пешка · a3 белая пешка · c3 чёрный ферзь · d3 белый слон · e3 белая пешка · d2 белый конь · f2 белая пешка · g2 белая пешка · h2 белая пешка · b1 белый ферзь · e1 белый король · h1 белая ладья | a8 чёрная ладья · f8 чёрная ладья · g8 чёрный король · a7 чёрная пешка · b7 чёрная пешка · f7 чёрная пешка · h7 чёрная пешка · e6 чёрный слон · b5 белая ладья · e5 чёрный слон · g5 чёрная пешка · a3 белая пешка · c3 чёрный ферзь · d3 белый слон · e3 белая пешка · d2 белый конь · f2 белая пешка · g2 белая пешка · h2 белая пешка · b1 белый ферзь · e1 белый король · h1 белая ладья | a8 чёрная ладья · f8 чёрная ладья · g8 чёрный король · a7 чёрная пешка · b7 чёрная пешка · f7 чёрная пешка · h7 чёрная пешка · e6 чёрный слон · b5 белая ладья · e5 чёрный слон · g5 чёрная пешка · a3 белая пешка · c3 чёрный ферзь · d3 белый слон · e3 белая пешка · d2 белый конь · f2 белая пешка · g2 белая пешка · h2 белая пешка · b1 белый ферзь · e1 белый король · h1 белая ладья | a8 чёрная ладья · f8 чёрная ладья · g8 чёрный король · a7 чёрная пешка · b7 чёрная пешка · f7 чёрная пешка · h7 чёрная пешка · e6 чёрный слон · b5 белая ладья · e5 чёрный слон · g5 чёрная пешка · a3 белая пешка · c3 чёрный ферзь · d3 белый слон · e3 белая пешка · d2 белый конь · f2 белая пешка · g2 белая пешка · h2 белая пешка · b1 белый ферзь · e1 белый король · h1 белая ладья | a8 чёрная ладья · f8 чёрная ладья · g8 чёрный король · a7 чёрная пешка · b7 чёрная пешка · f7 чёрная пешка · h7 чёрная пешка · e6 чёрный слон · b5 белая ладья · e5 чёрный слон · g5 чёрная пешка · a3 белая пешка · c3 чёрный ферзь · d3 белый слон · e3 белая пешка · d2 белый конь · f2 белая пешка · g2 белая пешка · h2 белая пешка · b1 белый ферзь · e1 белый король · h1 белая ладья | a8 чёрная ладья · f8 чёрная ладья · g8 чёрный король · a7 чёрная пешка · b7 чёрная пешка · f7 чёрная пешка · h7 чёрная пешка · e6 чёрный слон · b5 белая ладья · e5 чёрный слон · g5 чёрная пешка · a3 белая пешка · c3 чёрный ферзь · d3 белый слон · e3 белая пешка · d2 белый конь · f2 белая пешка · g2 белая пешка · h2 белая пешка · b1 белый ферзь · e1 белый король · h1 белая ладья | 5 |
| 4 | a8 чёрная ладья · f8 чёрная ладья · g8 чёрный король · a7 чёрная пешка · b7 чёрная пешка · f7 чёрная пешка · h7 чёрная пешка · e6 чёрный слон · b5 белая ладья · e5 чёрный слон · g5 чёрная пешка · a3 белая пешка · c3 чёрный ферзь · d3 белый слон · e3 белая пешка · d2 белый конь · f2 белая пешка · g2 белая пешка · h2 белая пешка · b1 белый ферзь · e1 белый король · h1 белая ладья | a8 чёрная ладья · f8 чёрная ладья · g8 чёрный король · a7 чёрная пешка · b7 чёрная пешка · f7 чёрная пешка · h7 чёрная пешка · e6 чёрный слон · b5 белая ладья · e5 чёрный слон · g5 чёрная пешка · a3 белая пешка · c3 чёрный ферзь · d3 белый слон · e3 белая пешка · d2 белый конь · f2 белая пешка · g2 белая пешка · h2 белая пешка · b1 белый ферзь · e1 белый король · h1 белая ладья | a8 чёрная ладья · f8 чёрная ладья · g8 чёрный король · a7 чёрная пешка · b7 чёрная пешка · f7 чёрная пешка · h7 чёрная пешка · e6 чёрный слон · b5 белая ладья · e5 чёрный слон · g5 чёрная пешка · a3 белая пешка · c3 чёрный ферзь · d3 белый слон · e3 белая пешка · d2 белый конь · f2 белая пешка · g2 белая пешка · h2 белая пешка · b1 белый ферзь · e1 белый король · h1 белая ладья | a8 чёрная ладья · f8 чёрная ладья · g8 чёрный король · a7 чёрная пешка · b7 чёрная пешка · f7 чёрная пешка · h7 чёрная пешка · e6 чёрный слон · b5 белая ладья · e5 чёрный слон · g5 чёрная пешка · a3 белая пешка · c3 чёрный ферзь · d3 белый слон · e3 белая пешка · d2 белый конь · f2 белая пешка · g2 белая пешка · h2 белая пешка · b1 белый ферзь · e1 белый король · h1 белая ладья | a8 чёрная ладья · f8 чёрная ладья · g8 чёрный король · a7 чёрная пешка · b7 чёрная пешка · f7 чёрная пешка · h7 чёрная пешка · e6 чёрный слон · b5 белая ладья · e5 чёрный слон · g5 чёрная пешка · a3 белая пешка · c3 чёрный ферзь · d3 белый слон · e3 белая пешка · d2 белый конь · f2 белая пешка · g2 белая пешка · h2 белая пешка · b1 белый ферзь · e1 белый король · h1 белая ладья | a8 чёрная ладья · f8 чёрная ладья · g8 чёрный король · a7 чёрная пешка · b7 чёрная пешка · f7 чёрная пешка · h7 чёрная пешка · e6 чёрный слон · b5 белая ладья · e5 чёрный слон · g5 чёрная пешка · a3 белая пешка · c3 чёрный ферзь · d3 белый слон · e3 белая пешка · d2 белый конь · f2 белая пешка · g2 белая пешка · h2 белая пешка · b1 белый ферзь · e1 белый король · h1 белая ладья | a8 чёрная ладья · f8 чёрная ладья · g8 чёрный король · a7 чёрная пешка · b7 чёрная пешка · f7 чёрная пешка · h7 чёрная пешка · e6 чёрный слон · b5 белая ладья · e5 чёрный слон · g5 чёрная пешка · a3 белая пешка · c3 чёрный ферзь · d3 белый слон · e3 белая пешка · d2 белый конь · f2 белая пешка · g2 белая пешка · h2 белая пешка · b1 белый ферзь · e1 белый король · h1 белая ладья | a8 чёрная ладья · f8 чёрная ладья · g8 чёрный король · a7 чёрная пешка · b7 чёрная пешка · f7 чёрная пешка · h7 чёрная пешка · e6 чёрный слон · b5 белая ладья · e5 чёрный слон · g5 чёрная пешка · a3 белая пешка · c3 чёрный ферзь · d3 белый слон · e3 белая пешка · d2 белый конь · f2 белая пешка · g2 белая пешка · h2 белая пешка · b1 белый ферзь · e1 белый король · h1 белая ладья | 4 |
| 3 | a8 чёрная ладья · f8 чёрная ладья · g8 чёрный король · a7 чёрная пешка · b7 чёрная пешка · f7 чёрная пешка · h7 чёрная пешка · e6 чёрный слон · b5 белая ладья · e5 чёрный слон · g5 чёрная пешка · a3 белая пешка · c3 чёрный ферзь · d3 белый слон · e3 белая пешка · d2 белый конь · f2 белая пешка · g2 белая пешка · h2 белая пешка · b1 белый ферзь · e1 белый король · h1 белая ладья | a8 чёрная ладья · f8 чёрная ладья · g8 чёрный король · a7 чёрная пешка · b7 чёрная пешка · f7 чёрная пешка · h7 чёрная пешка · e6 чёрный слон · b5 белая ладья · e5 чёрный слон · g5 чёрная пешка · a3 белая пешка · c3 чёрный ферзь · d3 белый слон · e3 белая пешка · d2 белый конь · f2 белая пешка · g2 белая пешка · h2 белая пешка · b1 белый ферзь · e1 белый король · h1 белая ладья | a8 чёрная ладья · f8 чёрная ладья · g8 чёрный король · a7 чёрная пешка · b7 чёрная пешка · f7 чёрная пешка · h7 чёрная пешка · e6 чёрный слон · b5 белая ладья · e5 чёрный слон · g5 чёрная пешка · a3 белая пешка · c3 чёрный ферзь · d3 белый слон · e3 белая пешка · d2 белый конь · f2 белая пешка · g2 белая пешка · h2 белая пешка · b1 белый ферзь · e1 белый король · h1 белая ладья | a8 чёрная ладья · f8 чёрная ладья · g8 чёрный король · a7 чёрная пешка · b7 чёрная пешка · f7 чёрная пешка · h7 чёрная пешка · e6 чёрный слон · b5 белая ладья · e5 чёрный слон · g5 чёрная пешка · a3 белая пешка · c3 чёрный ферзь · d3 белый слон · e3 белая пешка · d2 белый конь · f2 белая пешка · g2 белая пешка · h2 белая пешка · b1 белый ферзь · e1 белый король · h1 белая ладья | a8 чёрная ладья · f8 чёрная ладья · g8 чёрный король · a7 чёрная пешка · b7 чёрная пешка · f7 чёрная пешка · h7 чёрная пешка · e6 чёрный слон · b5 белая ладья · e5 чёрный слон · g5 чёрная пешка · a3 белая пешка · c3 чёрный ферзь · d3 белый слон · e3 белая пешка · d2 белый конь · f2 белая пешка · g2 белая пешка · h2 белая пешка · b1 белый ферзь · e1 белый король · h1 белая ладья | a8 чёрная ладья · f8 чёрная ладья · g8 чёрный король · a7 чёрная пешка · b7 чёрная пешка · f7 чёрная пешка · h7 чёрная пешка · e6 чёрный слон · b5 белая ладья · e5 чёрный слон · g5 чёрная пешка · a3 белая пешка · c3 чёрный ферзь · d3 белый слон · e3 белая пешка · d2 белый конь · f2 белая пешка · g2 белая пешка · h2 белая пешка · b1 белый ферзь · e1 белый король · h1 белая ладья | a8 чёрная ладья · f8 чёрная ладья · g8 чёрный король · a7 чёрная пешка · b7 чёрная пешка · f7 чёрная пешка · h7 чёрная пешка · e6 чёрный слон · b5 белая ладья · e5 чёрный слон · g5 чёрная пешка · a3 белая пешка · c3 чёрный ферзь · d3 белый слон · e3 белая пешка · d2 белый конь · f2 белая пешка · g2 белая пешка · h2 белая пешка · b1 белый ферзь · e1 белый король · h1 белая ладья | a8 чёрная ладья · f8 чёрная ладья · g8 чёрный король · a7 чёрная пешка · b7 чёрная пешка · f7 чёрная пешка · h7 чёрная пешка · e6 чёрный слон · b5 белая ладья · e5 чёрный слон · g5 чёрная пешка · a3 белая пешка · c3 чёрный ферзь · d3 белый слон · e3 белая пешка · d2 белый конь · f2 белая пешка · g2 белая пешка · h2 белая пешка · b1 белый ферзь · e1 белый король · h1 белая ладья | 3 |
| 2 | a8 чёрная ладья · f8 чёрная ладья · g8 чёрный король · a7 чёрная пешка · b7 чёрная пешка · f7 чёрная пешка · h7 чёрная пешка · e6 чёрный слон · b5 белая ладья · e5 чёрный слон · g5 чёрная пешка · a3 белая пешка · c3 чёрный ферзь · d3 белый слон · e3 белая пешка · d2 белый конь · f2 белая пешка · g2 белая пешка · h2 белая пешка · b1 белый ферзь · e1 белый король · h1 белая ладья | a8 чёрная ладья · f8 чёрная ладья · g8 чёрный король · a7 чёрная пешка · b7 чёрная пешка · f7 чёрная пешка · h7 чёрная пешка · e6 чёрный слон · b5 белая ладья · e5 чёрный слон · g5 чёрная пешка · a3 белая пешка · c3 чёрный ферзь · d3 белый слон · e3 белая пешка · d2 белый конь · f2 белая пешка · g2 белая пешка · h2 белая пешка · b1 белый ферзь · e1 белый король · h1 белая ладья | a8 чёрная ладья · f8 чёрная ладья · g8 чёрный король · a7 чёрная пешка · b7 чёрная пешка · f7 чёрная пешка · h7 чёрная пешка · e6 чёрный слон · b5 белая ладья · e5 чёрный слон · g5 чёрная пешка · a3 белая пешка · c3 чёрный ферзь · d3 белый слон · e3 белая пешка · d2 белый конь · f2 белая пешка · g2 белая пешка · h2 белая пешка · b1 белый ферзь · e1 белый король · h1 белая ладья | a8 чёрная ладья · f8 чёрная ладья · g8 чёрный король · a7 чёрная пешка · b7 чёрная пешка · f7 чёрная пешка · h7 чёрная пешка · e6 чёрный слон · b5 белая ладья · e5 чёрный слон · g5 чёрная пешка · a3 белая пешка · c3 чёрный ферзь · d3 белый слон · e3 белая пешка · d2 белый конь · f2 белая пешка · g2 белая пешка · h2 белая пешка · b1 белый ферзь · e1 белый король · h1 белая ладья | a8 чёрная ладья · f8 чёрная ладья · g8 чёрный король · a7 чёрная пешка · b7 чёрная пешка · f7 чёрная пешка · h7 чёрная пешка · e6 чёрный слон · b5 белая ладья · e5 чёрный слон · g5 чёрная пешка · a3 белая пешка · c3 чёрный ферзь · d3 белый слон · e3 белая пешка · d2 белый конь · f2 белая пешка · g2 белая пешка · h2 белая пешка · b1 белый ферзь · e1 белый король · h1 белая ладья | a8 чёрная ладья · f8 чёрная ладья · g8 чёрный король · a7 чёрная пешка · b7 чёрная пешка · f7 чёрная пешка · h7 чёрная пешка · e6 чёрный слон · b5 белая ладья · e5 чёрный слон · g5 чёрная пешка · a3 белая пешка · c3 чёрный ферзь · d3 белый слон · e3 белая пешка · d2 белый конь · f2 белая пешка · g2 белая пешка · h2 белая пешка · b1 белый ферзь · e1 белый король · h1 белая ладья | a8 чёрная ладья · f8 чёрная ладья · g8 чёрный король · a7 чёрная пешка · b7 чёрная пешка · f7 чёрная пешка · h7 чёрная пешка · e6 чёрный слон · b5 белая ладья · e5 чёрный слон · g5 чёрная пешка · a3 белая пешка · c3 чёрный ферзь · d3 белый слон · e3 белая пешка · d2 белый конь · f2 белая пешка · g2 белая пешка · h2 белая пешка · b1 белый ферзь · e1 белый король · h1 белая ладья | a8 чёрная ладья · f8 чёрная ладья · g8 чёрный король · a7 чёрная пешка · b7 чёрная пешка · f7 чёрная пешка · h7 чёрная пешка · e6 чёрный слон · b5 белая ладья · e5 чёрный слон · g5 чёрная пешка · a3 белая пешка · c3 чёрный ферзь · d3 белый слон · e3 белая пешка · d2 белый конь · f2 белая пешка · g2 белая пешка · h2 белая пешка · b1 белый ферзь · e1 белый король · h1 белая ладья | 2 |
| 1 | a8 чёрная ладья · f8 чёрная ладья · g8 чёрный король · a7 чёрная пешка · b7 чёрная пешка · f7 чёрная пешка · h7 чёрная пешка · e6 чёрный слон · b5 белая ладья · e5 чёрный слон · g5 чёрная пешка · a3 белая пешка · c3 чёрный ферзь · d3 белый слон · e3 белая пешка · d2 белый конь · f2 белая пешка · g2 белая пешка · h2 белая пешка · b1 белый ферзь · e1 белый король · h1 белая ладья | a8 чёрная ладья · f8 чёрная ладья · g8 чёрный король · a7 чёрная пешка · b7 чёрная пешка · f7 чёрная пешка · h7 чёрная пешка · e6 чёрный слон · b5 белая ладья · e5 чёрный слон · g5 чёрная пешка · a3 белая пешка · c3 чёрный ферзь · d3 белый слон · e3 белая пешка · d2 белый конь · f2 белая пешка · g2 белая пешка · h2 белая пешка · b1 белый ферзь · e1 белый король · h1 белая ладья | a8 чёрная ладья · f8 чёрная ладья · g8 чёрный король · a7 чёрная пешка · b7 чёрная пешка · f7 чёрная пешка · h7 чёрная пешка · e6 чёрный слон · b5 белая ладья · e5 чёрный слон · g5 чёрная пешка · a3 белая пешка · c3 чёрный ферзь · d3 белый слон · e3 белая пешка · d2 белый конь · f2 белая пешка · g2 белая пешка · h2 белая пешка · b1 белый ферзь · e1 белый король · h1 белая ладья | a8 чёрная ладья · f8 чёрная ладья · g8 чёрный король · a7 чёрная пешка · b7 чёрная пешка · f7 чёрная пешка · h7 чёрная пешка · e6 чёрный слон · b5 белая ладья · e5 чёрный слон · g5 чёрная пешка · a3 белая пешка · c3 чёрный ферзь · d3 белый слон · e3 белая пешка · d2 белый конь · f2 белая пешка · g2 белая пешка · h2 белая пешка · b1 белый ферзь · e1 белый король · h1 белая ладья | a8 чёрная ладья · f8 чёрная ладья · g8 чёрный король · a7 чёрная пешка · b7 чёрная пешка · f7 чёрная пешка · h7 чёрная пешка · e6 чёрный слон · b5 белая ладья · e5 чёрный слон · g5 чёрная пешка · a3 белая пешка · c3 чёрный ферзь · d3 белый слон · e3 белая пешка · d2 белый конь · f2 белая пешка · g2 белая пешка · h2 белая пешка · b1 белый ферзь · e1 белый король · h1 белая ладья | a8 чёрная ладья · f8 чёрная ладья · g8 чёрный король · a7 чёрная пешка · b7 чёрная пешка · f7 чёрная пешка · h7 чёрная пешка · e6 чёрный слон · b5 белая ладья · e5 чёрный слон · g5 чёрная пешка · a3 белая пешка · c3 чёрный ферзь · d3 белый слон · e3 белая пешка · d2 белый конь · f2 белая пешка · g2 белая пешка · h2 белая пешка · b1 белый ферзь · e1 белый король · h1 белая ладья | a8 чёрная ладья · f8 чёрная ладья · g8 чёрный король · a7 чёрная пешка · b7 чёрная пешка · f7 чёрная пешка · h7 чёрная пешка · e6 чёрный слон · b5 белая ладья · e5 чёрный слон · g5 чёрная пешка · a3 белая пешка · c3 чёрный ферзь · d3 белый слон · e3 белая пешка · d2 белый конь · f2 белая пешка · g2 белая пешка · h2 белая пешка · b1 белый ферзь · e1 белый король · h1 белая ладья | a8 чёрная ладья · f8 чёрная ладья · g8 чёрный король · a7 чёрная пешка · b7 чёрная пешка · f7 чёрная пешка · h7 чёрная пешка · e6 чёрный слон · b5 белая ладья · e5 чёрный слон · g5 чёрная пешка · a3 белая пешка · c3 чёрный ферзь · d3 белый слон · e3 белая пешка · d2 белый конь · f2 белая пешка · g2 белая пешка · h2 белая пешка · b1 белый ферзь · e1 белый король · h1 белая ладья | 1 |
|   | a | b | c | d | e | f | g | h |   |

В партии Форинтош — Белявский возникла позиция на диаграмме. Так как она открытая, преимущество двух слонов у чёрных становится принципиально значимым.
19… Лfd8
20. Kре2
Чёрные увеличивают свой позиционный перевес, лишая рокировки белого короля.
20… Сf5
В игру вступают слоны. Угрожая белым тактическими операциями, они ослабляют их позицию.
21. е4 Сf4
22. Лd1 Ce6
23. g3 Ca2!
Манёвр чёрного слона с королевского на ферзевый фланг увенчался выигрышем качества.
24. Лb3 Ф:b3
25. K:b3 C:b1
И чёрные реализовали свой материальный перевес.